# یانا (مجموعه تلویزیونی)
یانا (لهستانی: Janna) یک مجموعهٔ تلویزیونی لهستانی، ویژه کودکان و نوجوان است که در سال ۱۹۸۹ میلادی منتشر شد.
وقایع این سریال در یک روستا و در دههٔ ۱۹۲۰ میلادی می‌گذرد و دربارهٔ ماجراهایی است که برای دخترکی به نام یانا روی می‌دهد.

## بازیگران
- آگنیشکا کروکوونا
- زبیگنیف بوچکوفسکی
- مارتا لیپینسکا
- زوفیا مرل
- کشیشتف کوالفسکی
- یوآنا ژووکوفسکا
- ویکتور زبوروفسکی
- باربارا پوومسکا
- استانیسواوا تسلینسکا
- رومان کوسوفسکی
- ریشارد پیتروسکی
- لئون نیمچیک
- یژی زیگمونت نواک
- گوستاو لوتکیه‌ویچ
- مارک والچفسکی
- ماریان گلینکا
- لئونارد آندژیفسکی
- لخ اُردن
- یژی تورک
- یانینا برونسکا
- کریستینا بوروویچ
- یژی سنوتا
- وویچیخ زاگورسکی
- گژگوش وُنس
- ماوگوژاتا لیپمان
- بوگوسواف سوخناتسکی
- کریستینا کوئوجِـیچیک
- ریشاردا خانین
- هانا اسکارژانکا
- میروسواوا مارخلوک
- پیوتر گرابوفسکی